# 원피스: 3D2Y ~에이스의 죽음을 넘어라! 루피, 동료와의 맹세~
《원피스: 3D2Y ~에이스의 죽음을 넘어라! 루피, 동료와의 맹세~》(일본어: ONE PIECE “3D2Y” エースの死を越えて! ルフィ仲間との誓い)는 2014년 8월 30일 토요일 프리미엄 범위로 방송 된 TV 애니메이션 원피스의 스페셜 프로그램이다.

## 출시일
- 2014년 8월 30일 (일본)
- 2015년 9월 20일 (대한민국)

## 스토리
정상 전쟁 종결 후 형 에이스를 잃은 루피는 그 슬픔을 극복하기 위해, 루스카이나 섬에서 레일리의지도하에 2년간의 패기의 수행에 힘 쓰고 있었다. 그 무렵 임펠다운 레벨 6에 유폐되어 있던 해적 '반디 월드'가 탈옥하고 옛 동료를 데리고 각지의 섬과 해군을 차례로 파괴 해 나가는 사건이 일어난다. 세계 정부는 왕하 칠무해를 긴급 소집하지만, 그 정보를 얻은 월드는 그것을 역수로 취하고 칠무해 중 한 명 보아 행콕을 인질로 잡고 해군 본부 마린 포드를 파괴시킨다는 전략을 기획. 행콕의 여동생 인 썬더소니아와 금잔화가 납치되고 또한 월드의 무장색의 패기 앞에 속수무책으로 쓰러져 버리는 루피. 2명을 되찾기 위해 루피는 행콕과 협력하여 월드 해적단의 해적선 '구로세아데 호'에 탑승한다.

## 목소리 출연
- 강수진: 루피
- 양정화: 보아 행콕
- 故 이완호: 레일리
- 이종구: 월드
- 탁원제: 위키
- 김장: 에이스
- 이경자: 뇽 할멈
- 김승준: 조로 / 내레이션
- 정미숙: 나미 / 어린 루피
- 김소형: 우솝
- 박성태: 상디
- 김현지: 쵸파 / 스위트피
- 소연: 로빈
- 이주창: 프랑키
- 이인성: 브록
- 김정호: 흰수염
- 온영삼: 거프
- 정승욱: 붉은 개
- 민응식: 노란 원숭이
- 안장혁: 푸른 꿩
- 소정환: 센고쿠 / 가이람
- 류점희: 나이팅
- 이규석: 세바스찬 / 이완코프
- 조동희: 버기
- 최지훈: 마르코 / 미스터 3
- 손종환: 징베
- 이정구: 미호크
- 임윤선: 츠루 / 애니시다
- 유해무: 제프
- 손수호: 어린 에이스
- 김신우: 이나즈마 / 캐버디
- 김지율: 비스타 / 모디 / 오즈
- 김가령: 어린 월드 / 썬더소니아
- 이새벽: 어린 위키 / 마리골드
- 정유정: 페로나 / 마가렛